# Симон де Бовоар
Симон де Бовоар (фр. Simone de Beauvoir; Париз, 9. јануар 1908 — Париз, 14. април 1986) била је француска књижевница, филозофкиња егзистенцијализма, теоретичарка, политичка активисткиња и феминисткиња. Била је животна сапутница филозофа Жан-Пола Сартра.
Од 1931. до 1941. била је професорка филозофије у Марсеју, Руану и Паризу, а од 1943. се посветила књижевности. Писала је романе, драме, есеје и мемоаре. Нека од њених познатијих дела су романи егзистенцијалистичке тематике: „Гошћа“, „Крв других“, „Сви су људи смртни“ и „Мандарини“, драма „Некорисна уста“ и мемоари „Успомене лепо васпитане девојке“.
Позната је и по есеју „Други пол“ (фр. Le Deuxième Sexe), који представља детаљну анализу угроженог положаја жене и утемељује основе феминизма.

## Биографија

### Младост
Симон де Бовоар је рођена у Паризу, 9. јануара 1908. Њени родитељи били су Франсоа де Бовоар и Бертранд де Бовоар, а имала је и две године млађу сестру Хелен, која је постала сликарка. Будући да су изгубили пуно материјалних добара током Првог светског рата, породица се борила да задржи свој буржоаски статус. Ипак, Симон и Хелен су се школовале у једној од најпрестижнијих самостанских школа. Де Бовоар је била веома религиозна девојчица и намеравала је да постане часна сестра. Међутим, у својим „тинејџерским” годинама, изгубила је своју веру и остала је атеиста до краја свог живота.

#### Образовање
Након што је 1925. године стекла универзитетску диплому из области математике и филозофије, наставила је да студира математику на Католичком институту у Паризу, као и књижевност и језике на Институту св. Марија. Затим је студирала филозофију на Сорбони где је дипломирала 1928. године. Касније је написаla diplôme d'études supérieure (што је упоредиво са магистарском дисертацијом) о Лајбницу. Симон де Бовоар је била девета жена која је дипломирала на Сорбони, будући да су се Францускиње тек тада избориле за приступ високом образовању.
У почетку је де Бовоар радила с Морис Мерло-Понтијем и Клод Леви-Стросом јер су све троје завршили предавачку праксу у истој средњој школи. Иако није била на службеном попису студената, слушала је предавања у Високој школи где се припремала за агрегат у филозофији, врло тежак постдипломски испит који је служио рангирању студената на националном нивоу. Док је тамо студирала упознала је студенте Жан Пол Сартра, с којим је била у романтичној вези, Пола Низана и Рене Маја. Иако су де Бовоар и Сартр били партнери педесет и једну годину, де Бовоар је одлучила да се никад не уда или да живи у заједници; имала је љубавнице и љубавнике те није имала амбиција да постане мајка. Свој живот посветила је образовању и политичком ангажману, писала је и подучавала. Оцењивачи за agrégation су доделили Сартру прво место, док је де Бовоар завршила на другом месту. Ипак, са узрастом од само двадесет и једне године, постала је најмлађом особом у историји која је положила овај испит.
Пишући о својој младости у Успоменама добро васпитане девојке, де Бовоар је напоменула: „... индивидуализам мог оца и пагански етички стандарди били су у потпуној опозицији на ригидним моралним конвенционализмом моје мајке. Ова неравнотежа, која је мој живот учинила неком врстом бесконачног спора, је главни разлог што сам постала интелектуалка”.

### Средње доба
Од 1929. до 1943. године, де Бовоар је подучавала као lycée (професорка која припрема средњошколце за факултет), све док се није могла уздржавати искључиво од зараде коју би стекла својим интелектуалним радом, односно писањем. Подучавала је на Lycée Montgrand (Марсељ), затим Lycée Jeanne-d'Arc (Руан) те Lycée Molière (Париз). Што се тиче трендова у филозофији који су утицали на де Бовоар, ваља споменути Сартра чија се мисао назире у егзистенцијалистичким списима попут њезиног романа Гошћа. Такође, де Бовоар је значајно утицала на Сартрово познато дело Битак и ништа: оглед из феноменолошке онтологије. У многим се њезиним делима осећа утицај Хегела и Лајбница. Наиме, неохегелијански препород вођен Александром Којевом и Жаном Иполитеом из 1930-их је инспирисао читаву генерацију француских мислилаца, укључујући и де Бовоар, који су наново открили Хегелову Феноменологију духа. Године 1950. и 1954. де Бовоар је освојила најпрестижнију француску књижевну награду за роман Мандарини. Године 1977. де Бовоар, Сартр, Барт, Фуко, Дерида те остали представници интелектуалне елите потписују петицију којом зе захтева укидање добне границе пристанка на сексуални однос у Француској.

### Зрело доба и старост
У периоду између 1950. и 1960. де Бовоар је писала дневнике с путовања по САД и Кини. Издани су јој бројни есеји и фикција, а објавила је и неколико збирки кратких прича, укључујући и Сломљену жену, која се, баш као и нека друга дела из овог периода бави искуством старења. Њен есеј Старење редак је пример интелектуалне медитације о самоћи какву људи доживљавају ако не умру пре шездесете године живота. Тада пише и аутобиографију у четири тома: Успомене добро васпитане кћери, Напон живота, Снага околности те Све речено и учињено. Године 1980, објављена је књига Кад духовне ствари долазе прве, збирку кратких прича базираних на животима жена важних за де Бовоар. Иако су приче написане чак и пре романа Гошћа, де Бовоар их дуго није сматрала вреднима објављивања, стога су издане тек четрдесет година након настанка. У овом је периоду де Бовоар одржавала састанке уредника часописа Модерна времена у свом стану. Након Сартрове смрти 1980. године, де Бовоар је објавила писма која јој је писао. Умрла од упале плућа 14. априла, 1986. године у Паризу, у својој 78. години. Сахрањена је поред Сартра на гробљу Монпарнас у Паризу.
Током 1970-их де Бовоар је постала активна у француском покрету за ослобођење жена. Написала је и потписала Манифест 343 1971. године, који је укључивао и листу познатих жена које су урадиле абортус, тада илегалан у Француској. Године 1974, побачај је легализиран у Француској. У интервјуу с Бети Фридан, де Бовоар је рекла: „Ниједна жена не би требало да буде задужена да остаје код куће и одгаја децу. Друштво би се требало у потпуности променити. Жене не би требало да имају тај избор, јер ако он постоји, превише жена ће учинити управо то. Ово је начин да се жене усмеравају у одређеном правцу”. Симон де Бовоар је била коауторка списа Феминизам - жив, добар и у константној опасности за антологијско дело Глобално сестринство: антологија интернационалног женског покрета.

## Дела

### Романи
- Гошћа
- Крв других (Le Sang des autres, 1945)
- Сви људи су смртни (Tous les hommes sont mortels, 1946)
- Мандарини (Les Mandarins, 1954), роман за који је добила Гонкурову награду
- Сломљена жена (La femme rompue, 1967)

### Есеји
- Етика двосмислености (Pour une morale de l'ambiguïté, 1947)
- Други пол
- Привилегије (Privilèges, 1955)
- Дуг пут (La Longue Marche, 1957)
- Старост (La vieillesse, 1970)
- Треба ли спалити Сада? (Faut-il brûler Sade?, 1972)

### Драме
- Некорисна уста (Les Bouches inutiles, 1945)

### Аутобиографска дела
- Успомене лепо васпитане девојке (Mémoires d'une jeune fille rangée, 1958)
- Најбоље године
- Моћ ствари (La Force des choses, 1963)
- Веома блага смрт (Une mort très douce, 1964), књига у којој описује смрт своје мајке
- Свођење рачуна (Tout compte fait, 1972)
- Церемонија опроштаја (La Cérémonie des adieux, 1981)
- Неспоразум у Москви (Malentendu à Moscou, 2013)

### Остала дела
- Америка из дана у дан (1954)
- Ко ће умрети? (1945)

### Гошћа ()
Симон де Бовоар је објавила свој први роман Гошћа 1943. године. Роман је фиктивна хроника њених и Сартрових сексуално-романтичних односа с Олгом Козакевич и Вандом Козакевич. Олга је била де Бовоарина ученица у средњој школи у Руану где је предавала током 1930-их. С временом, њих две су развиле романтичан однос. Сартр је имао везу с Олгином сестром Вандом и финансијски се бринуо о њој све до своје смрти. Неко време је издржавао и Олгу, међутим она се заљубила и венчала с Жак-Лоран Бостом, де Бовоариним љубавником. Роман је временски периодизован у раздобље нетом пре почетка Другог светског рата. Де Бовоар је створила једну целину из комплексног односа Олге и Ванде. У наративу, де Бовоар и Сартр имају ménage à trois с младом женом. Роман преиспитује утицај тог догађаја на везу коју је де Бовоар имала са Сартром. Након Гошће уследило је још сличних романа укључујући и Крв других који се бави природом одговорности индивидуе кроз љубавну причу двоје студената за време Француског покрета отпора у Другом светском рату.

### Егзистенцијална етика
Године 1944, де Бовоар је написала свој први филозофски есеј „Пир и Кинеас”, дискусију о егзистенцијалној етици. Истраживање егзистенцијализма наставила је и у својем другом есеју "Етика двозначности" (1947). Овај есеј представља један од најприступачнијих радова који се тичу француског егзистенцијализма. У њему де Бовоар тумачи противречја с којима су се борили њени савременици у властитим делима. „Етика двозначности” суочава се такође с тада актуалном дилемом апсолутне слободе насупрот ограничавајућих реалних околности.

### Модерна времена ()
На крају Другог светског рата, де Бовоар је била уредница Модерних времена, политичког часописа који је Сартр основао с Морис Мерло-Понтијем. Де Бовоар је користила Модерна времена како би промовисала свој рад и идеје. Остала је уредница све до смрти.

### Мандарини ()
Роман из 1954. године за који је Симон де Бовоар добила најпрестижнију француску литерарну Гонкурову награду. Фабула романа смештена је након Другог светског рата и прати приватне животе филозофа из де Бовоариног круга пријатеља. Књига је посвећена америчком писцу Нелсону Алергену, њеном љубавнику.

### Други пол ()
Дело Други пол први пут је издано 1949. године, када је де Бовоар имала тридесет и осам година. Књига је објављена у два дела: "Митови и чињенице" те "Живљено искуство". Нека поглавља најпре су се појавила у часопису Модерна времена, чија је де Бовоар била уредница. Други пол се сматра епохалним делом феминистичке филозофије и почетном тачком феминизма другог таласа. Де Бовоарино је почетно питање: „шта је жена?” Тврди да је мушкарац саморазумљива норма, док је жена секундарна. Креће од биологије и разматра однос јајашца и сперме код разних врста (рибе, инсекти, сисари...), све до људских бића. Описујући физиологију мушкараца и жена закључује да разлике не могу бити базиране искључиво на телесности: биологија се мора посматрати у светлу онтолошког, економског и друштвеног контекста.
Према де Бовоар, два су фактора превасходно утицала на скорашњу еволуцију женског положаја: начин партиципације у производњи и укидање репродуктивног ропства. Мајчинство је оставило жену заковану за тело, што је мушкарцу омогућило да њоме доминира. У античкој Грчкој (с изузецима попут Спарте, где ништа није угрожавало женску слободу), жене су биле третиране попут робова. У Римском царству уживале су већа права, али ипак су биле дискриминисане на бази пола. Што се хришћанства тиче, де Бовоар тврди да је оно - уз изузетак германске традиције - настојало потчинити жене. У књизи наглашава промене у динамици моћи коју доноси такозвана 'дворска љубав' 12. века, претходница данашње романтичне љубави. Затим описује период раног 15. века где посебно истиче мистичарку, писца и реформаторку Терезију Авилску која је доказала да се жена може уздићи веома високо кад су јој осигурани исти услови какве имају мушкарци. Кроз 19. век законски је статус жена остао непромењен, али индивидуе су се истицале својим радом. Де Бовоар проналази грешке у Наполеоновом коду, критикује Огиста Конта и Онора де Балзака, те описује Пјера Жозефа Прудона као антифеминисте. Индустријска револуција је омогућила жени да се макне из дома, али због ниских надница ово је мач са две оштрице. Де Бовоар пише о расту синдиката и партиципацији жена у њима. Затим описује ширење контрацептивних метода и борбу за репродуктивна права и абортус. Бави се историјом женског суфражетског покрета те закључује да су жене попут Розе Луксембург и Марије Кири демонстрирале да није женска инфериорност оно што одређује њихову историјску неважност, већ је обрнуто: њихова историјска безначајност их је проклела и учинила инфериорнима. Де Бовоар делове књиге посвећује менструацији, девичанству, женској сексуалности и полним односима (укључујући и оне хомосексуалне), браку, мајчинству и проституцији. Пишући о делима Анри де Монтерлана, Д. Х. Лоренса, Пола Клаудела, Андре Бретона и Стендала, уочава да се овде рефлектују велики, колективни митови о жени. Жена је 'привилегована друга', с тим да њена друготност зависи од тога како ће се норма (мушкарац) позиционирати. 'Мистерија' је један од најпроминентнијих мушких митова о жени. Како би га оповргнула, де Бовоар објашњава да мистичност није задана полом, већ ситуацијом - она је обележје сваког роба.
У другом тому де Бовоар описује живот жене од њеног рођења до смрти. Упоређује васпитање девојчица и дечака како би показала у коликој је мери женственост производ одгајања. Девојчица учи да верује и поштује мушкарца као божанство и замишља одрасле љубавнике (пр. слушањем бајки). Када открије да су мушкарци господари света, промени свест о себи. Де Бовоар описује пубертет, почетак менструације и начин на који девојка замишља секс с мушкарцем. Набраја различите начине на које жена у адолесценцији прихвата своју женственост. Описује сексуалне односе с мушкарцима те држи да прва искуства обликују цели њен живот. Говори о женској бисексуалности и хомосексуалности. Затим се бави радом удате жене, који укључује и бригу о домаћинству. Истиче бројне неједнакости између жена и мушкараца те закључује да брак готово увек уништи жену, иако је он у суштини институција која потчињава и мушкарце и жене. Што се абортуса тиче, док се изводи легално у болницама, постоји мали ризик по здравље мајке. Католичка црква, сматра де Бовоар, не може тврдити да душе нерођених неће завршити у рају због неучињеног крштења, јер би то било контрадикторно другим црквеним учењима. Стога абортус није морално питање већ мушки садизам над женом. Де Бовоар описује трудноћу, коју се истодобно види као клетву и дар. Затим анализира женску одећу, њене пријатељице и односе с мушкарцима. Пише о проституткама и њиховим односима са сводницима и другим женама. Спомиње и хетере, које за разлику од проститутки могу бити признате као индивидуе те бити друштвено истакнуте. Женско приближавање менопаузи може подражити женске хомосексуалне осећаје, који су према де Бовоар латентни код већине жена. На прагу старости, неке жене бирају да живе кроз своју децу, обично сина или унуке. Де Бовоар сматра да је жена активна и ефективна баш као и мушкарац, а њен рад се држи друштвено корисним (припрема хране, одеће, спремање дома ...). Међутим она брине што ништа не ради - жали се, плаче, некад и прети самоубиством. Де Бовоар сматра да је бесмислено покушати докучити је ли женска позиција супериорна или инфериорна, јер је очито да је она мушка пожељнија. За жену нема другог пута осим онога који иде стазом феминистичког покрета и ослобођења.
У закључку, де Бовоар пише да се радује будућности где су мушкарци и жене равноправни, али како би човечанство однело победу, они морају ићи насупрот своје природне разлике те пригрлити узајамно сестринство/братство.